# Bérchules
Bérchules település Spanyolországban, Granada tartományban. Bérchules Trevélez, Alpujarra de la Sierra, Cádiar, Lobras és Juviles községekkel határos. Lakosainak száma 695 fő (2024).

## Népessége
Lakóinak száma az elmúlt években az alábbi módon változott:
| Lakosok száma | 773  | 788  | 811  | 820  | 828  | 762  | 727  | 716  | 715  | 695  |
|               | 2001 | 2004 | 2006 | 2009 | 2011 | 2014 | 2016 | 2019 | 2021 | 2024 |

## Újévi ünnepség
A falu leginkább arról nevezetes, hogy az új évet augusztus első hétvégéjén ünneplik (Soxínű).

### A szokás eredete
A hagyomány meglehetősen friss: 1994-ben vezették be. Ebben az évben ugyanis nem sikerült az új évet a hagyományos módon megünnepelni, mert a faluban 1993. december 31-én este 8 óra előtt egy kevéssel elment az áram. A szolgáltatást csak a következő évben sikerült helyreállítani, tehát a tervezett szilveszteri programokat nem tudták megtartani. Egy hónappal később a közösség falugyűlésen úgy határozott, hogy a veszteséges bárok és éttermek részleges kárpótlására az ünnepet nyáron tartják meg.
A szokássá vált nyárközepi fesztivál hatalmas turistalátványossággá nőtt: a zsákfaluba augusztus elején évente mintegy tízezer turista érkezik évente.

### A rituálé
Az ünnepen hagyományos karácsonyi ételeket esznek, majd éjfél után bekapnak tizenkét szőlőszemet — ez a hagyomány szerint szerencsét hoz.